# Wie Eegie Sanie
Wie Eegie Sanie (WES) (huidige Sranantongo spelling: Wi Eigi Sani) was een creools-Surinaamse culturele vereniging in Nederland. De naam komt uit de Surinaamse creooltaal Sranantongo en betekent "onze eigen dingen".
WES werd in juli 1951 te Amsterdam opgericht door Surinaamse studenten die in Nederland studeerden. Voorman van de WES was de latere Surinaamse politicus Eddy Bruma. Tot de oprichters behoorden verder Jules Sedney, Jo Rens, Hugo Overman, Jesse Herrenberg. Later traden onder andere Eugène Gessel, Pieter Polanen (Kwame Dandillo) en Hein Eersel toe. De geestelijke vader van WES was de voor het gebruik van Sranantongo ijverende onderwijzer J.G.A. Koenders. De naam Wie Eegie Sani komt uit een vierregelig gedicht in het Sranantongo dat in Koenders maandblad Foetoe-boi verscheen. De vereniging was bedoeld voor de culturele verheffing en bewustwording van Surinamers van Afrikaanse afkomst.
Iedere vrijdagavond kwamen de leden bijeen in een zaaltje in de galerij van het voormalige Paleis voor Volksvlijt. WES besteedde aandacht aan Surinamers die in het verleden een belangrijke rol hadden gespeeld, en bevorderde het gebruik van het Sranantongo, hierin ook gesteund door de Surinamist Jan Voorhoeve. In 1952 richtte de vereniging het Nationale Comité Suriname op, dat tijdens de rondetafelconferentie van 1952, over de toekomst van de Nederlandse koloniën in de West, pleitte voor de Surinaamse onafhankelijkheid.
WES richtte afdelingen op op Curaçao en Aruba, en in New York, maar bleef toch een vrij kleine beweging. In de jaren zestig fuseerde WES met de reeds in 1919 te Amsterdam opgerichte Vereniging Ons Suriname.
In 2003 maakte regisseur John Albert Jansen een documentaire over WES, onder de titel Onze eigen dingen / Wie Eegie Sanie. Het scenario was van John Jansen van Galen.